# Caroline Wöstmann
Caroline Wöstmann, née le 18 janvier 1983 à Pretoria en Afrique du Sud, est une coureuse d'ultramarathon. Elle est connue pour avoir remporté à la fois le Two Oceans Marathon et le nonantième Comrades Marathon dans la même année.

## Carrière
| Année | Course                            | Temps           | Distance | Position |
| ----- | --------------------------------- | --------------- | -------- | -------- |
| 2016  | Comrades Marathon                 | 6 h 30 min 44 s | 89,13 km | 2        |
| 2016  | Two Oceans Marathon               | 3 h 44 min 44 s | 56 km    | 1        |
| 2015  | Comrades Marathon                 | 6 h 12 min 22 s | 87,72 km | 1        |
| 2015  | Two Oceans Marathon               | 3 h 41 min 24 s | 56 km    | 1        |
| 2015  | McCarthy Volkswagen/Audi Love Run | 1 h 20 min 50 s | 21,1 km  | 1        |
| 2015  | Sarens Edenvale                   | 3 h 03 min 12 s | 42,2 km  | 1        |
| 2014  | Aspen Port Elizabeth City         | 2 h 44 min 57 s | 42,2 km  | 1        |
| 2014  | Comrades Marathon                 | 6 h 51 min 43 s | 89,28 km | 6        |
| 2014  | Old Mutual Om die Dam             | 3 h 48 min 51 s | 50 km    | 3        |
| 2013  | Old Mutual Om die Dam             | 3 h 41 min 44 s | 50 km    | 4        |
| 2012  | Comrades Marathon                 | 7 h 16 min 48 s | 89,28 km | 15       |
| 2011  | Comrades Marathon                 | 8 h 33 min 29 s | 89,96 km | 68       |
| 2009  | Comrades Marathon                 | 9 h 17 min 39 s | 89,3 km  | 205      |

## Source de la traduction
- (en) Cet article est partiellement ou en totalité issu de l’article de Wikipédia en anglais intitulé « Caroline Wöstmann » (voir la liste des auteurs).